# Dizzy: Prince of the Yolkfolk
Dizzy: Prince of the Yolkfolk, chiamato solo Prince of the Yolkfolk sulle schermate delle versioni a 16 bit, è un videogioco a piattaforme d'avventura dinamica pubblicato nel 1991-1992 per i computer Amiga, Amstrad CPC, Atari ST, Commodore 64, MS-DOS e ZX Spectrum dalla Codemasters. Inizialmente uscì per alcune piattaforme come parte della raccolta Dizzy's Excellent Adventures a Natale 1991, per poi essere pubblicato anche come titolo autonomo.
Nel 1993 fu pubblicato con il titolo Dizzy the Adventurer per la console NES dotata dell'accessorio Aladdin Deck Enhancer, in collaborazione con la Camerica; era la cartuccia venduta inclusa con l'Aladdin, e anche l'unico gioco uscito solo per Aladdin, senza che esistesse un'edizione per il NES di base.
È uno dei molti titoli della serie di Dizzy su un personaggio-uovo che fa salti acrobatici, il sesto titolo se si considerano i giochi simili di genere avventura.
Questo capitolo mantiene sostanzialmente il funzionamento tipico dei predecessori ed è ambientato in uno scenario con molti elementi fiabeschi, come castelli, troll, gnomi e Re Artù.
Una versione per Amiga CD32 uscì soltanto all'interno della raccolta The Big 6 (1995).
Una versione di Dizzy the Adventurer per Game Gear uscì soltanto nella raccolta The Excellent Dizzy Collection (1994). Ne era in sviluppo anche un'edizione per Mega Drive, ma rimase incompleta.
Una conversione non ufficiale di Prince of the Yolkfolk esiste per Commodore 16.
Nel 2011 la Codemasters pubblicò un rifacimento in alta definizione di Prince of the Yolkfolk per iOS e Android, poi convertito non ufficialmente anche per PC. Nel 2019 fu ritirato dalla vendita a causa di incompatibilità con i dispositivi mobili moderni.

## Trama
Dizzy e Daisy, due del popolo di personaggi-uovo detti lo yolkfolk (lett. "gente del tuorlo"), si sono recati nella foresta incantata per ritrovare l'animaletto domestico Pogie e raccogliere le ciliegie per preparare una torta all'anziano Grande Dizzy. I due si sono persi, Daisy è caduta vittima di un incantesimo di sonno stile Bella addormentata e Dizzy è stato rinchiuso in una segreta da un troll. Ora Dizzy deve anzitutto evadere, poi recuperare Pogie, raccogliere ciliegie a sufficienza, meritare di farsi nominare principe dal re, trovare Daisy e svegliarla dall'incantesimo.
Alla fine Dizzy raggiunge Daisy in cima a una torre e la sveglia con un bacio come la classica principessa delle fiabe, poi i due fuggono in mongolfiera e raggiungono il Grande Dizzy con le ciliegie.

## Modalità di gioco
Prince of the Yolkfolk mantiene il classico schema di funzionamento delle avventure di Dizzy.
Lo scenario è formato da schermate fisse a piattaforme, interconnesse orizzontalmente o verticalmente, con visuale di profilo. In tutto ci sono circa 40 schermate su Commodore 64, o 30 su Amiga, uno scenario relativamente piccolo rispetto ad altri Dizzy. Si attraversano boschi, castelli, caverne, e a volte anche le nuvole fanno da piattaforme. Si incontrano altri personaggi fermi: umani, uova e altre creature, che comunicano con finestre di testo in inglese.
Il giocatore controlla l'uovo Dizzy che può camminare a destra e sinistra, saltare piroettando, raccogliere e utilizzare oggetti per risolvere rompicapo. Si possono trasportare fino a tre oggetti alla volta, visualizzabili e selezionabili in un inventario che si apre a comando in un'apposita finestra.
Si dispone di tre vite e per ciascuna di una barra di energia che si riduce al contatto con i pericoli. Cadere in acqua però fa perdere una vita subito. Oltre a raccogliere e lasciare nel luogo opportuno oggetti vari, per completare l'avventura è necessario raccogliere 20 ciliegie sparse per lo scenario e a volte nascoste, che non vanno nell'inventario, ma in un apposito contatore; ciascuna ciliegia dà anche una ricarica dell'energia.
Nell'edizione per NES ci sono alcune differenze nelle meccaniche, tra cui l'assenza di barra dell'energia e 50 stelle sparse da raccogliere oltre alle ciliegie.

## Accoglienza
Dizzy: Prince of the Yolkfolk ricevette prevalentemente recensioni positive dalla critica europea dei suoi tempi, tenendo conto anche che era un prodotto a basso prezzo. Alcune riviste furono entusiaste, con giudizi complessivi sopra l'80%. Di solito era apprezzata la buona giocabilità, tuttavia per qualcuno la meccanica poteva risultare troppo datata e già vista.
Sul Commodore 64 anche la grafica appariva un po' datata per le potenzialità della macchina.